# Wiera Czajkowska
Wiera Czajkowska (ur. 8 lutego 1907 w Warszawie, zm. 1 lutego 1968 tamże) – polska wszechstronna lekkoatletka, wielokrotna mistrzyni, reprezentantka i rekordzistka Polski.

## Życiorys
Specjalizowała się w biegach sprinterskich; na 100 metrów, 200 m oraz na 250 m, biegała również w sztafecie. Uprawiała skok wzwyż, a także skok w dal. Zawodniczka Sokoła i Grażyny Warszawa oraz Legii Warszawa.
Na mistrzostwach Polski seniorów na otwartym stadionie zdobyła dwanaście medali; w tym osiem złotych, srebrny oraz trzy brązowe.
- Tytuły mistrzowskie:
  - bieg na 250 m  – 2 razy (1925, 1926),
  - bieg na 100 m  – 1925
  - bieg na 200 m  – 1927
  - sztafeta 4 × 75 m – 2 razy (1925, 1926)
  - skok w dal – 1924,
  - skok wzwyż – 1927.
- Tytuły wicemistrzowskie:
  - skok wzwyż  – 1928.
- Brązowy medal:
  - bieg na 100 m  – 1926,
  - skok wzwyż – 1926,
  - sztafeta 4 × 75 m – 1927.

14-krotnie poprawiała rekord Polski w różnych konkurencjach, m.in. w biegu na 100 m (14,0 s. - 18.07.1925), 200 m (29,7 s. - 31.05.1925, 28,8 s. - 16.07.1928), skoku wzwyż (1,37 m - 29.04.1926), a także w biegu na 250 m, w biegu na 500 m, w sztafetach: 4 × 100 m, 4 × 75 m oraz 60 m × 80 m × 100 m.
W 1926 r. wystąpiła na Światowych Igrzyskach Kobiet, odpadając w eliminacjach biegów na 250 m i w sztafecie 4 × 110y.
W 1929 r. ukończyła studia w Państwowym Instytucie Wychowania Fizycznego, następnie pracowała jako nauczycielka. Po zakończeniu kariery sportowej został kierowniczką sekcji lekkoatletycznej kobiet klubu sportowego Legii Warszawa.
Została pochowana na cmentarzu prawosławnym na Woli sektor 10 rząd 3, grób 7.

## Rekordy życiowe
| Konkurencja        | Data i miejsce            | Wynik |
| ------------------ | ------------------------- | ----- |
| bieg na 100 metrów | 18 lipca 1926, Warszawa   | 13,9  |
| bieg na 200 metrów | 16 lipca 1928, Poznań     | 28,8  |
| bieg na 250 metrów | 18 lipca 1926, Warszawa   | 37,0  |
| skok w dal         | 7 września 1924, Warszawa | 4,29  |
| skok wzwyż         | 29 kwietnia 1926, Poznań  | 1,37  |